# Crepidophyllum werneri
Crepidophyllum werneri là một loài dương xỉ trong họ Hymenophyllaceae. Loài này được C.F.Reed mô tả khoa học đầu tiên năm 1948.
Danh pháp khoa học của loài này chưa được làm sáng tỏ. 